# Редуть (Звіриноголовський округ)
Реду́ть (рос. Редуть) — присілок у складі Звіриноголовського округу Курганської області, Росія.
Населення — 61 особа (2010, 132 у 2002).
Національний склад станом на 2002 рік:
- росіяни — 98 %